# Championnats de Tunisie d'athlétisme 1968
Navigation
1967 1969
Les championnats de Tunisie d'athlétisme 1968 sont une compétition tunisienne d'athlétisme se disputant en 1968.
Vingt épreuves sont disputées chez les hommes en plus du concours de marche, alors que trois courses seulement sont homologuées chez les femmes. Mohammed Gammoudi conserve ses titres en 1 500 m et 5 000 m, alors qu'Ali Karabi remporte le doublé saut en longueur-triple saut. C'est la Zitouna Sports qui gagne le plus de titres, soit neuf.

## Palmarès
| Discipline            | Hommes              | Hommes            | Femmes           | Femmes |
| --------------------- | ------------------- | ----------------- | ---------------- | ------ |
| 100 m                 | Mohamed Belkhodja   | 10 s 9            |                  |        |
| 200 m                 | Mohamed Belkhodja   | 22 s 5            | Souad Ben Sliman | 27 s 6 |
| 400 m                 | Lassâad Bouabsa     | 50 s 3            |                  |        |
| 800 m                 | Ahmed Ghemougui     | 1 min 53 s 8      |                  |        |
| 1 500 m               | Mohammed Gammoudi   | 3 min 47 s 5      |                  |        |
| 5 000 m               | Mohammed Gammoudi   | 14 min 4 s 6      |                  |        |
| 10 000 m              | Abdelkader Zaddem   | 30 min 14 s       | -                | -      |
| 80 m haies            |                     |                   | Romdhana Akkari  | 14 s 7 |
| 110 m haies           | Paghelin[Qui ?]     | 15 s 7            |                  |        |
| 400 m haies           | Abdellatif Trabelsi | 55 s 9            |                  |        |
| 3 000 m steeple       | Ayachi Labidi       | 8 min 38 s 4      |                  |        |
| Relais 4 × 100 mètres | Zitouna Sports      |                   |                  |        |
| Relais 4 × 400 mètres | Zitouna Sports      |                   |                  |        |
| Saut en longueur      | Ali Karabi          | 6,72 m            |                  |        |
| Triple saut           | Ali Karabi          | 13,84 m           |                  |        |
| Saut en hauteur       | Tahar Ben Saïd      | 1,70 m            | Naïma Gueblaoui  | 1,30 m |
| Saut à la perche      | Paghelin[Qui ?]     | 3,80 m            |                  |        |
| Lancer du poids       | Ridha Farhat        | 12,65 m           |                  |        |
| Lancer du disque      | Pierre Leroux       | 33,83 m           |                  |        |
| Lancer du marteau     | Meyer Bellaiche     | 34,33 m           | -                | -      |
| Lancer du javelot     | Ritzenthaier[Qui ?] | 58,22 m           |                  |        |
| 20 km marche          | Naceur Ben Ahmed    | 1 h 39 min 39 s 2 |                  |        |
| Décathlon             |                     |                   |                  |        |
| Heptathlon            |                     |                   |                  |        |
| Marathon              |                     |                   |                  |        |